# Hambourg-Moorburg
Moorburg est un quartier de Hambourg.

## Localisation
Le quartier est situé dans l'arrondissement de Harbourg.